# Kerry Bishé
Kerry Lynne Bishé (Auckland, 1º maggio 1984) è un'attrice neozelandese naturalizzata statunitense, conosciuta principalmente per il ruolo di Lucy Bennett nella nona stagione della serie televisiva Scrubs - Medici ai primi ferri.

## Carriera
Nata in Nuova Zelanda si trasferì da giovane con la famiglia negli Stati Uniti a Glen Ridge in New Jersey. Bishé si unì alla compagnia teatrale "Montana Shakespeare" dove recitava nel ruolo di Giulietta nei parchi durante l'estate del 2004. È inoltre apparsa in una produzione del 2006 di Eugene O'Neill intitolata The Hairy Ape. Esordisce sul grande schermo nel 2007, quando ha interpretato in The Sarah Ronson Half Life diretta da Mason Lake, un film a basso costo. Dopo apparizioni sul film di Sex and the City e The Lucky Ones - Un viaggio inaspettato, e un piccolo ruolo nel 2008 nel film The Understudy.
Nel 2008 ha avuto un discreto successo nel film televisivo Night Life diretto da Zach Braff. Successivamente è comparsa in un episodio della serie TV Life on Mars, accanto ad Harvey Keitel, e in un episodio di Royal Pains nel 2009. Ha girato il pilot di Virtuality, tuttavia, poiché la serie non ha ricevuto l'ok il pilota di due ore è stato trasmesso come un film TV. Nel dicembre 2009 è diventata la protagonista di Scrubs - Medici ai primi ferri dove interpretava il ruolo di Lucy Bennett, una giovane studentessa di medicina. Inoltre era anche la voce narrante, prendendo il posto di Zach Braff. Bishé co-protagonista nel film indipendente del 2010, Nice Guy Johnny, con Edward Burns e Matt Bush.

## Filmografia

### Cinema
- The Half Life of Mason Lake, regia di Tim Lotesto (2007)
- The Lucky Ones - Un viaggio inaspettato (The Lucky Ones), regia di Neil Burger (2008)
- Sex and the City, regia di Michael Patrick King (2008)
- The Understudy, regia di David Conolly e Hannah Davis (2008)
- Motherhood - Il bello di essere mamma (Motherhood), regia di Katherine Dieckmann (2009)
- Meskada, regia di Josh Sternfeld (2010)
- Nice Guy Johnny, regia di Edward Burns (2010)
- Red State, regia di Kevin Smith (2011)
- Turkey Bowl, regia di Kyle Smith (2011)
- Newlyweds, regia di Edward Burns (2011)
- Argo, regia di Ben Affleck (2012)
- Il ricatto (Grand Piano), regia di Eugenio Mira (2013)
- Max Rose, regia di Daniel Noah (2013)
- Rupture, regia Steven Shainberg (2016)
- La fine (How It Ends), regia di David M. Rosenthal (2018)
- L'ora del crepuscolo, regia di Braden King (2020)
- Happily, regia di BenDavid Grabinski (2021)
- Madame Web, regia di S.J. Clarkson (2024)

### Televisione
- Night Life, regia di Zach Braff – film TV (2008)
- Life on Mars – serie TV, 1 episodio (2009)
- Royal Pains – serie TV, 1 episodio (2009)
- Virtuality, regia di Peter Berg – film TV (2009)
- Scrubs - Medici ai primi ferri (Scrubs) – serie TV, 13 episodi (2009-2010)
- Iceland, regia di Will Gluck – film TV (2011)
- Halt and Catch Fire – serie TV, 40 episodi (2014-2017)
- Narcos – serie TV, 5 episodi (2017)
- Storie incredibili (Amazing Stories) – serie TV, episodio 1x05 (2020)
- Penny Dreadful: City of Angels – serie TV, 10 episodi (2020)

### Videogiochi
- Telling Lies (2019)

## Doppiatrici italiane
Nelle versioni in italiano dei suoi lavori, Kerry Bishé è stata doppiata da:
- Francesca Manicone in Scrubs - Medici ai primi ferri, Royal Pains, Argo, Il ricatto, La fine, The Romanoffs, Penny Dreadful: City of Angels
- Chiara Colizzi in Life on Mars
- Sonia Mazza in Halt and Catch Fire
- Elena Perino in Billions
- Mariagrazia Cerullo in L'ora del crepuscolo
- Sara Ferranti in Narcos
- Ilaria Silvestri in Super Pumped
- Giulia Franceschetti in Madame Web